# Somontano de Barbastre
El Somontano de Barbastre (en aragonès Semontano de Balbastro) és una de les comarques de l'Aragó.

## Etimologia
Somontano és l'adaptació fonètica i escrita de la paraula aragonesa Semontán al castellà. El terme aragonès apareix reflectit a diversos documents històrics des de l'època del rei Alfons I d'Aragó i Navarra El Bataller, artífex de la conquesta de la contrada, originalment com a Semontán d'O Grau (que podria ésser traduït com "Sota-montà d'El Grau") en referència a la llavors població més important de la zona, El Grau. Cal recordar que la plaça de Barbastre no va rebre el títol de diòcesi (que actualment comparteix amb Montsó), amb els pertinents privilegis, que la conduïren a l'expansió política i demogràfica, fins força dècades després de la seva conquesta.
La procedència del mot és un terme compost de l'arrel llatina  Sub  (Per sota de, inferior a) i  Mons , Montis  (Muntanya, muntanyes). Per tant, és una clara referència a la seva ubicació més enllà de les serres baixes del Sobrarb i l'Alcanadre, a la semiplana prepirinenca aragonesa.

## Llista de Municipis
Abiego, Avosca, Alquèssar, Azara, Azlor, Barbastre, Barbuñales, Berbegal, Bierge, Castejón del Puente, Castillazuelo, Colungo, Estada,  Estadella, El Grau, Hoz y Costean, Ilche, Laluenga, la Perdiguera, Lascellas-Ponzano, Naval, Olvena, Peralta de Alcofea, Peraltilla, Pozán de Vero, Salas Altas, Salas Bajas, Santa María de Dulcis i Torres de Alcanadre